# Збірна Брунею з футболу
Збірна Брунею з футболу — національна футбольна команда Брунею. Контролюється Футбольною асоціацією Брунею. Збірна Брунею є однією з найслабших команд у світі. Вона ніколи не потрапляла на Чемпіонат світу з футболу та Кубок Азії. Головними суперниками команди вважаються збірні Малайзії і Філіппін. Збірна часто виступає в чемпіонатах Малайзії, в 1999 році Брунейський команді вдалося завоювати Кубок Малайзії, що досі є найвищим досягненням в історії брунейського футболу.

## Чемпіонат світу
- з 1930 по 1982 — не брала участь.
- 1986 — не пройшла кваліфікацію.
- з 1990 по 1998 — не брала участь.
- 2002 — не пройшла кваліфікацію.
- з 2006 по 2010 — не пройшла кваліфікацію
- 2014 — не брала участь, дискваліфікована ФІФА

## Кубок Азії
- з 1956 по 1968 — не брала участь.
- 1972 — не пройшла кваліфікацію.
- 1976 — не пройшла кваліфікацію.
- з 1980 по 2000 — не брала участь.
- 2004 — не пройшла кваліфікацію.
- 2007 — не брала участь.
- 2011 — не пройшла кваліфікацію.